# Alcolea del Pinar
Alcolea del Pinar è un comune spagnolo di 343 abitanti situato nella comunità autonoma di Castiglia-La Mancia.
Il comune, oltre al capoluogo omonimo, comprende i nuclei abitati di Cortes de Tajuña, Garbajosa, Tortonda e Villaverde del Ducado.